# Stenellipsis longicollis
Stenellipsis longicollis es una especie de escarabajo longicornio del género Stenellipsis, tribu Acanthocinini, subfamilia Lamiinae. Fue descrita científicamente por Breuning & Heyrovský en 1965.

## Descripción
Mide 6 milímetros de longitud.

## Distribución
Se distribuye por Australia.